# Adolph und Fritz Brunner

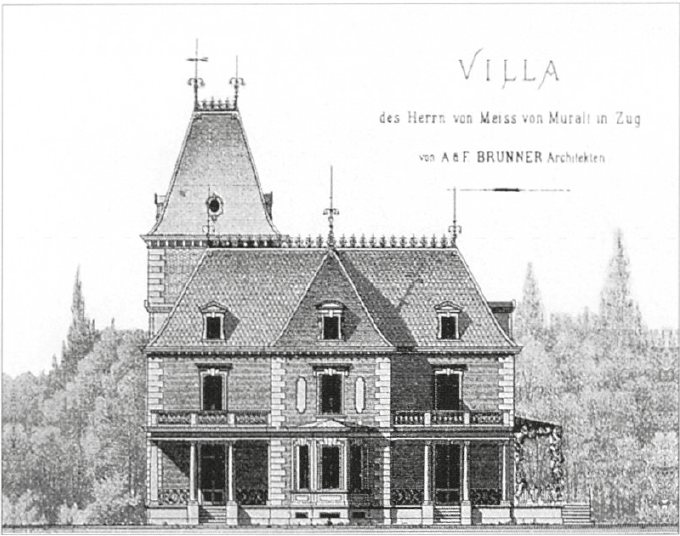
Villa Meissenburg, Zug, 1869–1870. Bauherr: Hans von Meiss-von Muralt. Architekten: Adolph und Fritz Brunner, Zürich. Herrschaftliche Sommerresidenz.

Adolph und Fritz Brunner war ein Zürcher Architekturbüro des Historismus, das von 1865 bis 1886 bestand. Es wurde gemeinsam von den Brüdern Adolph (1837–1909) und Fritz (1839–1886) geführt.

## Werk
Die Brüder, Söhne eines Zimmermannsmeisters aus Riesbach, durchliefen zeitversetzt eine beinahe parallele Schul- und Berufsausbildung. Ihre Bauten sind, neben der Neorenaissance-Prägung durch Semper, vor allem durch die französische akademische Tradition gekennzeichnet, durch die sie bei Hans Rychner und vor allem Émile Boeswillwald beeinflusst wurden.
Das Büro gehörte seinerzeit zu den meistbeschäftigten Architekturbüros Zürichs und hatte seinen regionalen Schwerpunkt in Zürich, Bern und Zug. Neben Villen war es während der grossen Bauperiode mit einer Reihe von Geschäftshäusern vor allem auch am Ausbau der unteren Bahnhofstrasse, dem Neubau des Kratzquartiers in Zürich, beteiligt, unter anderem an den geschlossenen Blockbebauungen des Kappelerhofs und des Zentralhofs.

## Werke (Auswahl)
- Zum Schneggen, Zürich 1864–1866, (Innenausbau des von Leonhard Zeugheer und Georg Lasius geplanten Zunfthauses unter Verwendung von Teilen der vorherigen Gesellschaftshäuser)
- Spätklassizistische Wohnhäuser, Zürich 1866–1869
- Hotel Schweizerhof Luzern, Luzern 1868–1869 (Umbauten im ältesten Luxushotel der Stadt, ursprünglich von Melchior Berri)
- Villa Meissenburg, Zug 1869–1870
- Turnhalle Schulhaus Seefeld, Zürich 1871, abgerissen
- Schindlergut, Zürich 1871, 1914 umfassend umgebaut
- Seidenhaus Rübel und Abegg, Zürich 1872
- Fabrikgebäude Schröder, Zürich 1872
- Gemeindehaus Riesbach, Zürich 1873
- Zentralhof, Zürich 1873–1876, Blockbebauung
- Schulhaus Mühlebach, Zürich 1874–1876
- Mehrfamilienhaus, Zürich 1875
- Villa Beutter, St. Gallen 1875
- Villa Wartegg, Zürich 1875–1876, abgerissen 1962
- Haus Kirchhofer, St. Gallen 1876–1879, heute Museum im Kirchhoferhaus
- Wohnhaus Zur Perle, St. Gallen 1876–1878
- Haus Zum Steg, St. Gallen 1876–1879
- Mehrfamilienhäuser Lendi & Eberhard, Zürich 1877
- Haus Blattner, Zürich 1878
- Wohn- und Geschäftshaus Hardmeier, Zürich 1879
- Gasthaus auf Uto-Kulm, Zürich 1879, umfassend umgebaut
- Kappelerhof, Zürich 1878–1888, Blockbebauung nach Konzept von Adolph und Fritz Brunner, Ausführung durch verschiedene Architekten, darunter Fraumünsterstr. 17 durch Brunner
- Villa Daheim, Zug 1879
- Mehrfamilienhäuser, Zürich 1880
- Turnhalle Mühlebach, Zürich 1880–1881, vollst. umgebaut
- Villa Seeburger-Forrer, Zürich 1881
- Kantonalbank, Zürich 1882
- Doppelvilla, Zürich 1884